# Castillo de Palos de la Frontera
El castillo de Palos de la Frontera fue una fortificación situada el municipio español de Palos de la Frontera, en la provincia de Huelva. En la actualidad el castillo solo se conserva de forma parcial, habiendo desaparecido buena parte de su estructura original. Está declarado Bien de Interés Cultural, con las categorías de Monumento, Sitio Histórico y Conjunto Histórico.

## Historia
La torre original se construyó en la segunda mitad del siglo XIII, a la que se adosaría el resto del castillo a comienzos del siglo XIV, durante el reinado de Fernando IV de Castilla. Otras fuentes indican que la fortaleza habría sido construida entre 1313 y 1321 por Ruy Fernández de Gibraleón, alcalde mayor de Niebla. La fortaleza se mantuvo en servicio hasta al menos la segunda mitad del siglo XVII. Tras la guerra con Portugal que comenzó en 1640 el castillo habría perdido la funcionalidad militar, por lo que el recinto quedó relegado a usos marginales. Durante el siglo XX llegó a utilizarse como vertedero.